# شقرانيات
شقرانيات (الاسم العلمي: Pucciniales) هي رتبة من الفطريات تتبع طائفة الشقراناويات من شعيبة البوشينيانية.

## فصائل
- الشقرانية
  - الشقران